# Březno (ort i Tjeckien, Mellersta Böhmen)
Březno är en köping i Tjeckien.   Den ligger i regionen Mellersta Böhmen, i den centrala delen av landet, 50 km nordost om huvudstaden Prag. Březno ligger 221 meter över havet och antalet invånare är 627.
Terrängen runt Březno är platt. Runt Březno är det ganska glesbefolkat, med 30 invånare per kvadratkilometer. Närmaste större samhälle är Mladá Boleslav, 7,3 km väster om Březno. Trakten runt Březno består till största delen av jordbruksmark.